# 우마호리역
우마호리역(일본어: 馬堀駅, うまほりえき 우마호리에키[*])은 일본 교토부 가메오카시에 위치한 서일본 여객철도의 역이다.

## 역 구조
상대식 승강장으로 2면 2선의 지상역이다. 개찰구는 남쪽에 있는 역사 안에 1개소만 존재한다. 역사 쪽에 2번 승강장이 있으며 1번 승강장과는 과선교로 연결되어 있다. 과선교와 승강장은 엘리베이터, 계단으로 연결되어 있다. 역사에의 출입구는 역 앞 광장에 면한 남쪽에 설치되어 있다. 역 업무는 서일본 여객철도 교통서비스에 위탁되어 있다.
이코카 및 제휴 교통카드의 사용이 가능하다.

### 승강장
| 1 | ■ 사가노 선 | 교토 방면                           |
| 2 | ■ 사가노 선 | 가메오카 · 소노베 · 후쿠치야마 방면 |

## 역사
- 1935년 7월 20일: 산인 본선 마쓰오 신호장 ~ 가메오카 간에 신설 개업하였다.
- 1987년 4월 1일: 민영화에 따라 서일본 여객철도의 소속이 되었다.
- 1989년 3월 5일: 신선 개업에 따라 이전되었다.
- 2003년 11월 1일: 이코카의 사용이 가능해졌다.

## 인접정차역
| 서일본 여객철도 산인 본선 | 서일본 여객철도 산인 본선 | 서일본 여객철도 산인 본선 |
| ------------------------- | ------------------------- | ------------------------- |
| 호즈쿄 교토 방면          | ■ 사가노 선 보통          | 가메오카 소노베 방면      |